# Wulbareg
Wulbareg (ou Wilbareg, également Hulbareg ou Hulbarag) est l'un des woredas de la région des nations, nationalités et peuples du Sud de l'Éthiopie transférés dans la région Éthiopie du Centre en 2023. Ce district porte le nom d'un sous-groupe du peuple Silt'e. Créé à l'origine avec des parties des woredas Dalocha et Silt'e, situé dans la zone Silt'e, il est bordé au sud-ouest par la zone Hadiya, à l'ouest par Misraq Azernet Berbere, au nord par Alicho Werero, au nord-est par le woreda Silt'e, à l'est par Dalocha et au sud par Sankura.

## Données démographiques
D'après le recensement de 2007 mené par l'agence centrale de la statistique (Éthiopie), ce district compte 79 981 habitants dont 2 198 citadins, soit moins de 3 % de sa population. Près de 99 % des habitants sont musulmans et  1 % sont orthodoxes.
En 2022, sa population est estimée à 107 084 personnes avec une densité de population de 239 personnes par km2 et 448 km2 de superficie.

## Centre administratif
Kerate, qui a 2 198 habitants en 2007, est la seule agglomération recensée dans le district. Mentionnée sur les cartes sous le nom de Kerate ou de Wuibareg, elle se trouve 15 km au sud-ouest de Worabe sur la route principale Butajira-Hosaena.